# Горњачка клисура
Горњачка клисура је клисура у области Хомоља, источна Србија. Дуга је 16 km, а чине је четири велика меандра. На платоу једног од њих, на левој обали Млаве, налази се манастир Горњак, који је име добио по ветру који дува у клисури.
Горњачка клисура почиње епигенијом нешто ниже од ушћа Крупајске реке у Млаву, а завршава се у Ладним водама код Ждрела општина Петровац на Млави.
Млава је Горњачку клисуру усекла у јурским кречњацима, а на дужини од 16 km кроз исту усекла је четири укљештена меандра. У проширењу једног од меандара подигнут је манастир Горњак, на левој срани реке Млаве. Како је и кроз ову клисуру пролазио Цариградски друм, бројни су остаци римских утврђења. У Горњачкој клисури се срећу бројне мање неистражене пећине, стални крашки извори и добро очуване шуме. У непосредној близини "Ладних вода" налазе се добро очувани остаци манастира Благовештење, као и испоснице у сазиданој пећини. Горњачка клисура обилује прелепим пејзажима и живописном природом.
Прерасти представљају природне камене мостове који настају као остаци обрушавања пећинских таваница. Већина њих наткривљује речне токове у облику лучних кречњачких сводова и представљају ретке облике крашког рељефа.
У клисури се налазе и бројни остаци утврђења старог српског града који је престао да живи после пада Смедерева. На улазу у клисуру могу се видети разрушене стражарске куле, које су некада служиле за одбрану римског војног пута (Виа милитарис) што је пролазио овуда водећи за Ниш. У Горњачкој клисури такође се могу видети и остаци средњовековне српске митрополије.
По једном предању, у клисури је постојала шума јоргована коју је засадила царица Милица.
Услед свог специфичног географског положаја, Хомољски крај се налази помало изван главних путева, тако да су у њему најбоље сачувана обележја старе балканске културе, народних обичаја, старих заната и традиционалне архитектуре. Нижи делови планина обрасли су храстовим шумама, на средњим деловима су углавном храстове и букове шуме, док се на највишим деловима налазе углавном пашњаци и ливаде. Овде се могу видети многобројни катуни и бачије, старинска сточарска станишта која су и дан данас у употреби. Током лета, између Ђурђевдана и Митровдана, овде се може срести мноштво сточара, који напасају стада оваца од чијег се млека прави чувени хомољски сир.

## Напуштени објекти (тунели) Горњачке клисуре
Београдски омладинци са радном обавезом су у пролеће 1943. крчили путеве и трасирали пругу у клисури.
Након Другог светског рата започети су велики војни радови у Горњачким планинама на изградњи фабрика оружја и других војних ефектива. Иако не постоји званична документација и докази, „прича се” да је у политичким превирањима година „информбироа“, главни пројектант и инжењер који је изводио радове на тим објектима пребегао у СССР па су због откривања локације потенцијалних војних циљева радови обустављени и како се касније испоставило све пресељено у Нови Травник (Босна).
Данас још увек стоје напуштени објекти у масиву планина и хиљаде квадратних метара ходника, хала и простора, „заборављени“ случајно. Као другде по бившој Југославији и Србији довитљиви предузетници повремено користе (улазне) делове ових простора за гајење шампињона.

### Галерија слика
- Објекат 1
- Објекат 1 (улазни део)
- Објекат 2 (улаз 1)
- Објекат 2 (улаз 2)
- Објекат 2 (улазни део)
- Део клисуре фотографисан из дворишта манастира Горњак